# Ґодуля (герб)
Ґодуля (Ґодула, Бодула, пол. Godula, Goduła, Boduła) — шляхетський герб польського походження.

## Історія
Згідно даних польського історика і геральдиста графа Юліуша Кароля Островського герб виник у XIII столітті.

## Опис
У блакитному полі три срібні лілеї в стовп. У клейноді, над шоломом в короні, п'ять страусових пер. намет блакитний, підбитий сріблом.

## Роди
Бадовський (Badowski), Бодула (Boduła), Бодушинський (Boduszyński), Бжезіцький (Brzezicki), Встовський (Wstowski), Дешницький (Desznicki), Дзєвецький (Dziewiecki), Ґодуля (Godula), Лавець (Ławiec), Ляус (Laus), Ляуз (Lauz), Пащинський (Paszczyński), Пащицький (Paszczycki), Печинський (Pieczyński), Піско(р)жевський (Piskorzewski), Рос (Ros), Рош (Rosz), Роша (Rosza), Стретський (Stretski).

## Видатні представники
Мартин з Опави (†1278) — архієпископ Гнезненський (1278).